# Aimé Marie Gaspard de Clermont-Tonnerre
Aimé Marie Gaspard de Clermont-Tonnerre, född 27 november 1779, död 8 januari 1865, var en fransk markis, från 1817 hertig, och politiker.
Clermont-Tonnerre var 1808-1814 adjutant hos Joseph Bonaparte, anslöt sig därefter till restaurationen, blev maréchal de camp, pär av Frankrike och chef för det kungliga hästgardet under Ludvig XVIII. Han understödde kraftigt reaktionen, var marinminister 1821-1823 och krigsminister 1823-1827. Efter julirevolutionen 1830 vägrade han erkänna Ludvig Filip, avsade sig sitt pärskap och drog sig tillbaka till privatlivet.